# Diócesis de Uruaçu
La diócesis de Uruaçu (en latín: Dioecesis Uruassuen(sis) y en portugués: Diocese de Uruaçu) es una circunscripción eclesiástica latina de la Iglesia católica en Brasil, sufragánea de la arquidiócesis de Brasilia. La diócesis tiene al obispo Giovani Carlos Caldas Barroca como su ordinario desde el 17 de junio de 2020. 

## Territorio y organización
La diócesis tiene 36 224 km² y extiende su jurisdicción sobre los fieles católicos de rito latino residentes en 27 municipios del estado de Goiás: Alto Horizonte, Amaralina, Campos Verdes, Barro Alto, Campinaçu, Campinorte, Estrela do Norte, Formoso, Goianésia, Guarinos, Hidrolina, Itapaci, Mara Rosa, Minaçu, Montividiu do Norte, Niquelândia, Nova Iguaçu de Goiás, Pilar de Goiás, Rialma, Rianápolis, Santa Isabel, Santa Rita do Novo Destino, Santa Tereza de Goiás, Santa Teresinha de Goiás, São Luíz do Norte, Trombas y Uruaçu.
La sede de la diócesis se encuentra en la ciudad de Uruaçu, en donde se halla la Catedral de Santa Ana.
En 2020 en la diócesis existían 35 parroquias.

## Historia
La diócesis fue erigida el 26 de marzo de 1956 con la bula Cum territorium del papa Pío XII, obteniendo el territorio de la arquidiócesis de Goiás (hoy diócesis de Goiás) y de la prelatura territorial de São José do Alto Tocantins, que fue simultáneamente suprimida. Originalmente era sufragánea de la arquidiócesis de Goiânia.
El 11 de octubre de 1966 cedió una parte de su territorio para la erección de la prelatura territorial de Rubiataba (hoy diócesis de Rubiataba-Mozarlândia) mediante la bula De animarum utilitate del papa Pablo VI y al mismo tiempo pasó a formar parte de la provincia eclesiástica de la arquidiócesis de Brasilia.
El 29 de marzo de 1989 cedió otra porción de territorio para la erección de la diócesis de Luziânia mediante la bula Pastoralis prudentia del papa Juan Pablo II.

## Estadísticas
De acuerdo al Anuario Pontificio 2021 la diócesis tenía a fines de 2020 un total de 204 824 fieles bautizados.
| Año                                                                             | Población            | Población | Población      | Sacerdotes | Sacerdotes    | Sacerdotes    | Bautizados por sacerdote | Diáconos permanentes | Religiosos | Religiosos | Parroquias |
| Año                                                                             | Bautizados católicos | Total     | % de católicos | Total      | Clero secular | Clero regular | Bautizados por sacerdote | Diáconos permanentes | Varones    | Mujeres    | Parroquias |
| ------------------------------------------------------------------------------- | -------------------- | --------- | -------------- | ---------- | ------------- | ------------- | ------------------------ | -------------------- | ---------- | ---------- | ---------- |
| 1966                                                                            | ?                    | 178 667   | ?              | 12         | 4             | 8             | ?                        |                      | 8          | 12         | 7          |
| 1970                                                                            | 300 000              | 300 000   | 100.0          | 14         | 4             | 10            | 21 428                   |                      | 10         | 26         | 8          |
| 1976                                                                            | 270 000              | 300 000   | 90.0           | 17         | 2             | 15            | 15 882                   |                      | 20         | 46         | 13         |
| 1980                                                                            | 312 000              | 347 000   | 89.9           | 19         | 3             | 16            | 16 421                   |                      | 17         | 70         | 20         |
| 1990                                                                            | 315 000              | 350 000   | 90.0           | 7          | 7             |               | 45 000                   |                      |            | 63         | 17         |
| 1999                                                                            | 380 000              | 400 000   | 95.0           | 28         | 18            | 10            | 13 571                   | 1                    | 11         | 38         | 18         |
| 2000                                                                            | 380 000              | 400 000   | 95.0           | 31         | 21            | 10            | 12 258                   | 2                    | 12         | 39         | 20         |
| 2001                                                                            | 380 000              | 400 000   | 95.0           | 30         | 21            | 9             | 12 666                   | 2                    | 11         | 39         | 20         |
| 2002                                                                            | 380 000              | 400 000   | 95.0           | 33         | 24            | 9             | 11 515                   | 2                    | 11         | 57         | 20         |
| 2003                                                                            | 380 000              | 400 000   | 95.0           | 35         | 27            | 8             | 10 857                   |                      | 8          | 38         | 23         |
| 2004                                                                            | 298 000              | 350 000   | 85.1           | 37         | 29            | 8             | 8054                     |                      | 8          | 38         | 23         |
| 2010                                                                            | 319 000              | 376 000   | 84.8           | 52         | 45            | 7             | 6134                     |                      | 7          | 26         | 27         |
| 2014                                                                            | 208 672              | 317 447   | 65.7           | 60         | 53            | 7             | 3477                     |                      | 9          | 15         | 35         |
| 2017                                                                            | 214 300              | 325 000   | 65.9           | 59         | 50            | 9             | 3632                     | 1                    | 10         | 11         | 35         |
| 2020                                                                            | 204 824              | 315 793   | 64.9           | 67         | 59            | 8             | 3057                     | 1                    | 9          | 13         | 35         |
| Fuente: Catholic-Hierarchy, que a su vez toma los datos del Anuario Pontificio. |                      |           |                |            |               |               |                          |                      |            |            |            |

## Episcopologio
- Francisco Prada Carrera, C.M.F. † (17 de enero de 1957-25 de febrero de 1976 retirado)
- José da Silva Chaves (14 de mayo de 1976-3 de enero de 2007 retirado)
- Messias dos Reis Silveira (3 de enero de 2007-14 de noviembre de 2018 nombrado obispo de Teófilo Otoni)
- Giovani Carlos Caldas Barroca, desde el 17 de junio de 2020